# Jobourg
Jobourg és un municipi delegat francès al departament de la Manche (regió de Normandia). L'1 de gener de 2017 va fusionar amb el municipi nou de La Hague.
```
L'any 2007 tenia 445 habitants.
```

## Demografia

### Població
El 2007 la població de fet de Jobourg era de 445 persones. Hi havia 162 famílies de les quals 32 eren unipersonals (8 homes vivint sols i 24 dones vivint soles), 63 parelles sense fills i 67 parelles amb fills.
La població ha evolucionat segons el següent gràfic:
Habitants censats

### Habitatges
El 2007 hi havia 208 habitatges, 165 eren l'habitatge principal de la família, 33 eren segones residències i 11 estaven desocupats. 207 eren cases i 1 era un apartament. Dels 165 habitatges principals, 103 estaven ocupats pels seus propietaris, 60 estaven llogats i ocupats pels llogaters i 1 estava cedit a títol gratuït; 8 tenien dues cambres, 33 en tenien tres, 48 en tenien quatre i 76 en tenien cinc o més. 151 habitatges disposaven pel capbaix d'una plaça de pàrquing. A 62 habitatges hi havia un automòbil i a 91 n'hi havia dos o més.

### Piràmide de població
La piràmide de població per edats i sexe el 2009 era:
| Homes | Edats   | Dones |
| ----- | ------- | ----- |
| 0     | 95 o +  | 0     |
| 0     | 90 a 94 | 0     |
| 0     | 85 a 89 | 0     |
| 4     | 80 a 84 | 4     |
| 12    | 75 a 79 | 8     |
| 8     | 70 a 74 | 8     |
| 4     | 65 a 69 | 4     |
| 0     | 60 a 64 | 8     |
| 8     | 55 a 59 | 8     |
| 12    | 50 a 54 | 4     |
| 4     | 45 a 49 | 4     |
| 32    | 40 a 44 | 8     |
| 20    | 35 a 39 | 20    |
| 28    | 30 a 34 | 20    |
| 16    | 25 a 29 | 16    |
| 8     | 20 a 24 | 4     |
| 8     | 15 a 19 | 8     |
| 16    | 10 a 14 | 12    |
| 24    | 5 a 9   | 16    |
| 8     | 0 a 4   | 12    |

## Economia
El 2007 la població en edat de treballar era de 291 persones, 217 eren actives i 74 eren inactives. De les 217 persones actives 200 estaven ocupades (123 homes i 77 dones) i 17 estaven aturades (8 homes i 9 dones). De les 74 persones inactives 29 estaven jubilades, 20 estaven estudiant i 25 estaven classificades com a «altres inactius».

### Ingressos
El 2009 a Jobourg hi havia 165 unitats fiscals que integraven 440,5 persones, la mediana anual d'ingressos fiscals per persona era de 16.542 €.

### Activitats econòmiques
Dels 7 establiments que hi havia el 2007, 1 era d'una empresa de construcció, 5 d'empreses d'hostatgeria i restauració i 1 d'una empresa de serveis.
Dels 5 establiments de servei als particulars que hi havia el 2009, 1 era una fusteria i 4 restaurants.
L'any 2000 a Jobourg hi havia 25 explotacions agrícoles que ocupaven un total de 885 hectàrees.

## Equipaments sanitaris i escolars
El 2009 hi havia una escola elemental integrada dins d'un grup escolar amb les comunes properes formant una escola dispersa.

## Poblacions més properes
El següent diagrama mostra les poblacions més properes.